# Lugi HF
Le LUGI Handboll Förening est la section handball de l'association sportive LUGI (pour same du Nord : Lunds Universitets Gymnastik och Idrottsförening), basée à Lund en Suède. Cette section, fondée en 1941, comporte une équipe masculine qui évolue en division 1 suédoise et une équipe féminine qui évolue aussi en division 1 suédoise.
Le club dispute ses rencontres à domicile jusqu'en 2008 au Lunds Idrottshall avant l'inauguration de la Färs & Frosta Sparbank Arena.

## Palmarès

### Section masculine
- Vainqueur du Championnat de Suède (1) : 1980
  - finaliste en 1978, 1984, 1996 et 2014
- demi-finaliste de la Coupe des clubs champions européens en 1981
- demi-finaliste de la Coupe d'Europe des vainqueurs de coupe en 1985
- demi-finaliste de la Coupe de l'IHF en 1986

### Section féminine
- finaliste du Championnat de Suède en 2012 et 2013
- demi-finaliste de la  Coupe d'Europe des vainqueurs de coupe en 2011[2]

## Personnalités liées au club
Parmi les personnalités liées au club, on trouve :
- Joueuses
  -  Maria Adler : de 2008 à 2013 et depuis 2020
  -  Hanna Blomstrand : de 2012 à 2017
  -  Jenny Carlson : de 2014 à 2018
  -  Isabelle Gulldén : depuis 2022
  -  Nathalie Hagman de 2011 à 2014
  -  Sabina Jacobsen : avant 2012
  -  Anna Lagerquist : de 2010 à 2017
  -  Jessica Ryde : de 2010 à 2013
- Joueurs :
  -  Torbjørn Bergerud de 2015 à 2016
  -  Marcus Cleverly : en 2013
  -  Dalibor Doder : de 1995 à 2003
  -  Kim Ekdahl du Rietz : de 2005 à 2011
  - / Eric Gull : de 1998 à 1999
  -  Magnus Jernemyr : de 2013 à novembre 2014
  -  Mats Olsson : de 1980 à 1988
  -  Lucas Pellas : de 2016 à 2020
  -  Axel Sjöblad : de 1985 à 1992, champion du monde 1990

Parmi les entraîneurs du club, on trouve :
- Johanna Wiberg : entraîneure-adjointe de 2012 à 2014